# Tuinen van de Bloemist
De Tuinen van de Bloemist van Stuyvenberg vormen een onderdeel van de Koninklijke tuinen en parken in Brussel. Dit park, dat momenteel beheerd wordt door het Brussels instituut voor milieubeheer, heeft vooral een demonstratieve en didactische functie.

## Geschiedenis
Koning Leopold II kocht aan het einde van de 19e eeuw een aantal domeinen rond zijn paleis. Een van deze domein was de zogenaamde Donderberg. Hier liet hij de architect Henri Maquet (1839-1909) serres bouwen voor de teelt van sierbloemen en planten. Op het hoger gelegen gedeelte (het park bestaat ook nu nog uit twee delen) bouwde Elie Lainé in 1900 de siertuin naast het Sobieskipark.
Na de dood van Leopold II kweekte de toenmalige Groendienst er planten voor de Brusselse parken. In 1969 werd het onderste gedeelte verkocht aan het Brusselse OCMW om uiteindelijk onder het beheer van het Brussels instituut voor milieubeheer te belanden. De serres zijn intussen al een tijdje in verval, maar de siertuinen werden volledig in ere hersteld. Sinds 1999 werd het terrein grondig onder handen genomen.

## Het park en zijn flora
De tuinen bieden vergezichten, met op een van de plateaus ook een panorama over de stad. De twee siervijvers werden opnieuw aangelegd, grotendeels volgens de oorspronkelijke plannen. Er is een waterreservoir dat regenwater opvangt voor de watervallen en voor het begieten van de planten. Juist omdat de tuinen het uitstalraam zijn voor het Belgische park- en tuinbeheer, wordt hier veel flora aangetroffen die zelden in andere Brusselse parken voorkomt. Enkele voorbeelden zijn de acacia's met kronkelige stam of een bijzondere verzameling camellia's.
Geprobeerd wordt om dit park het hele jaar door, ook in de winter, interessant te houden door een uitgekiende keuze aan planten. Daarom wordt dit park intensief beheerd door de tuiniers die voortdurend experimenteren met nieuwe aanplantingen. Park Design organiseerde er een wedstrijd zodat het park voorzien werd van opmerkelijk stadsmeubilair.

## Galerij

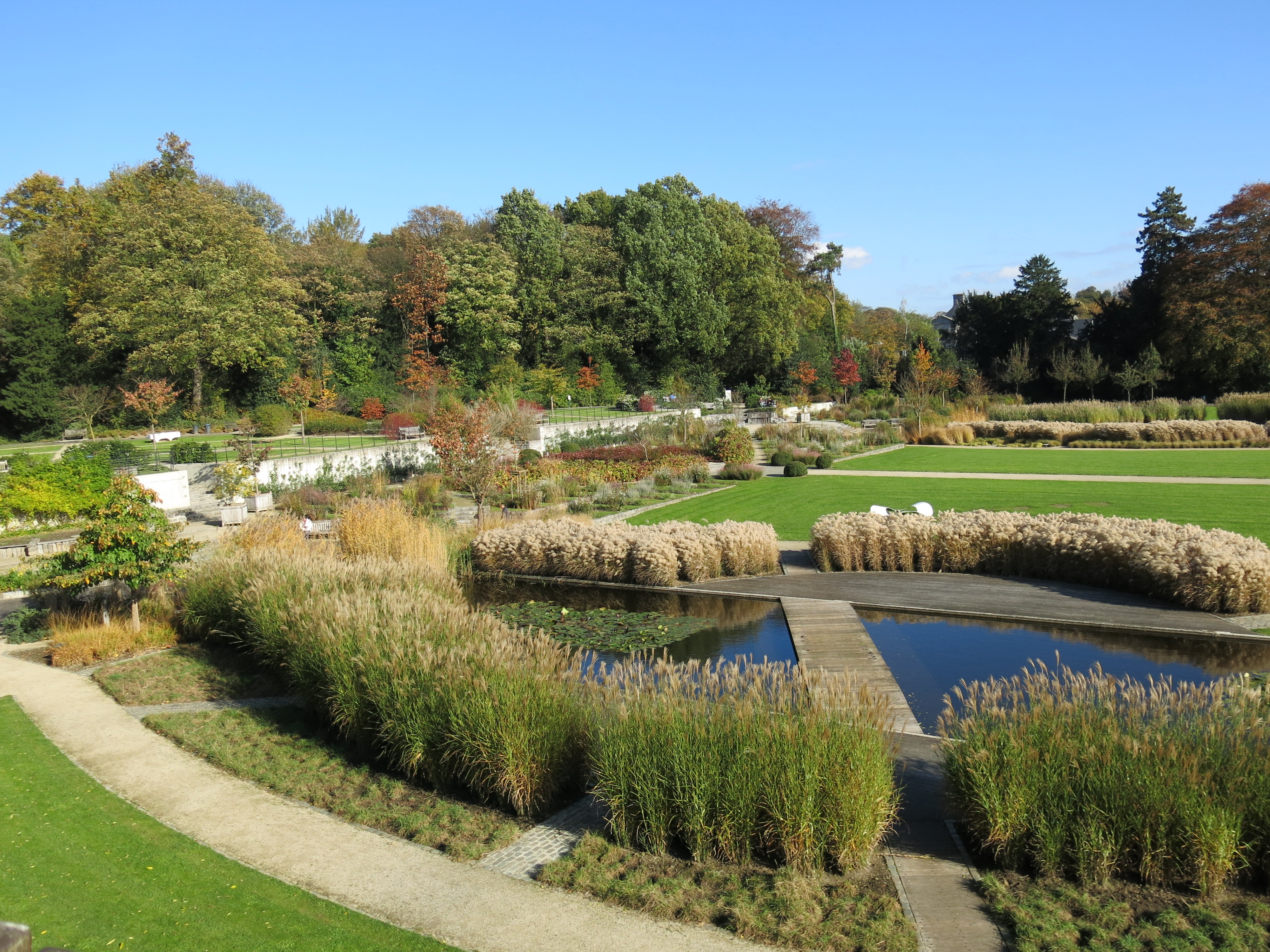
Siervijvers, zeldzame planten en grasperken
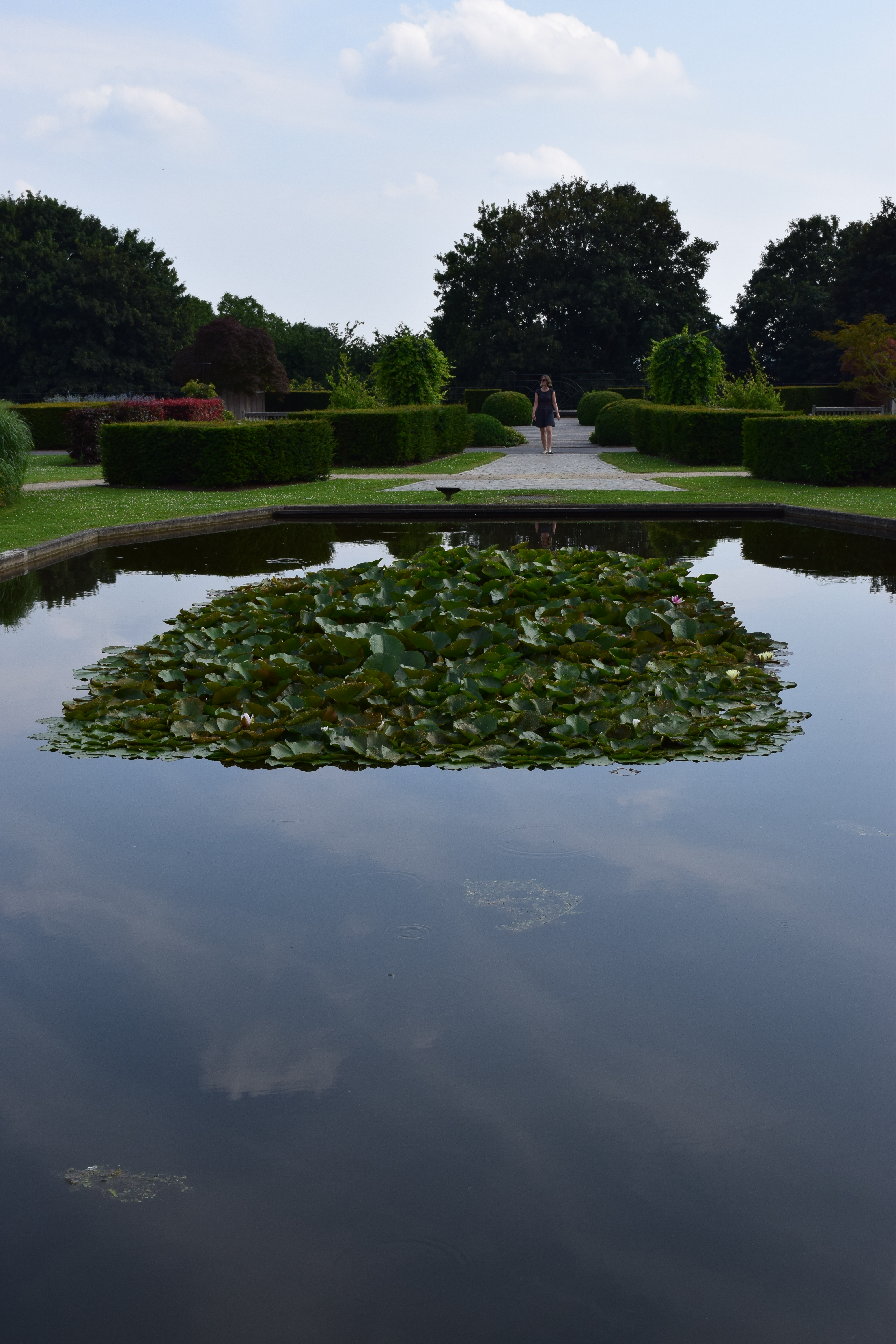
Vijver in de zomer
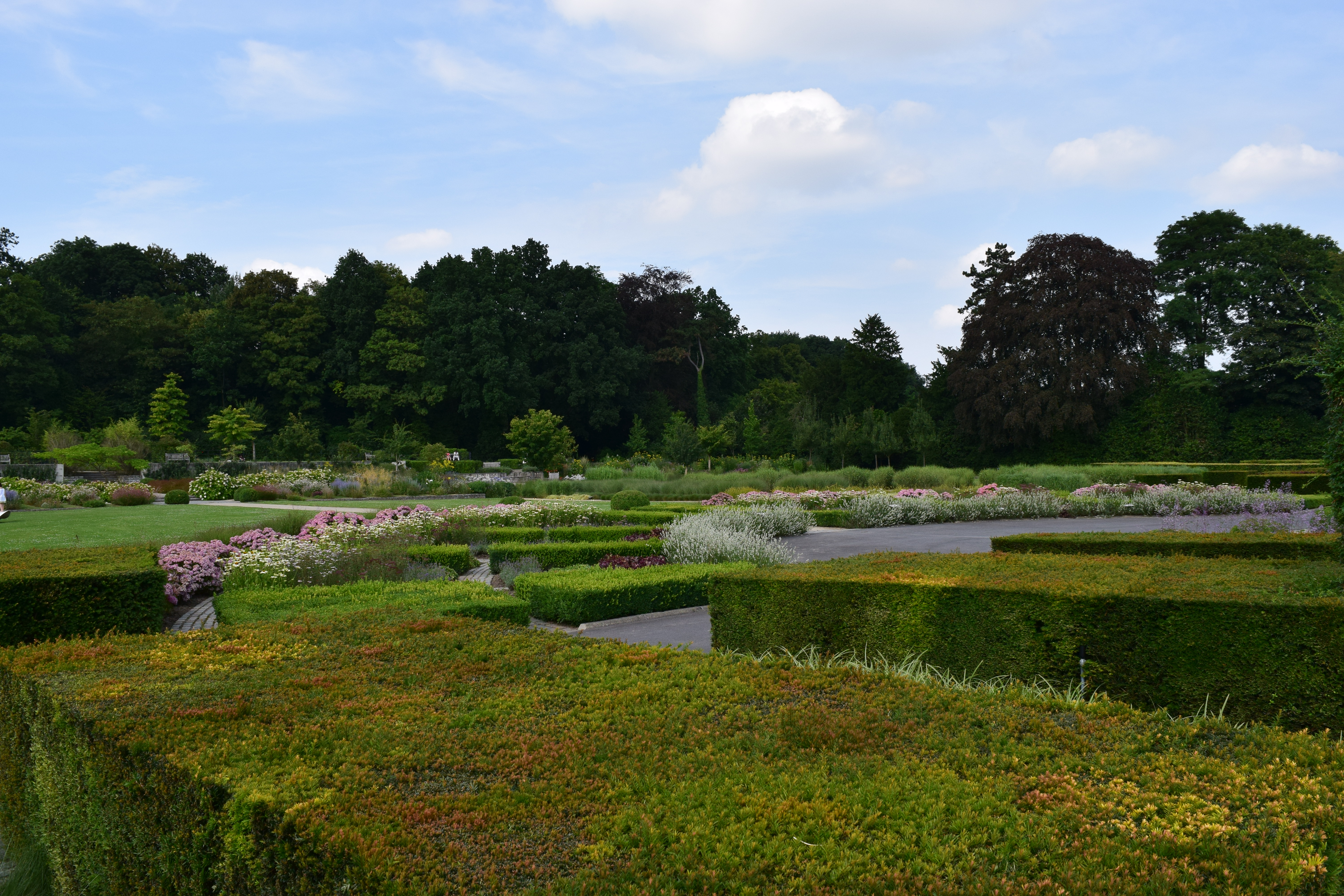
Hagen en kleurrijke plantsoenen
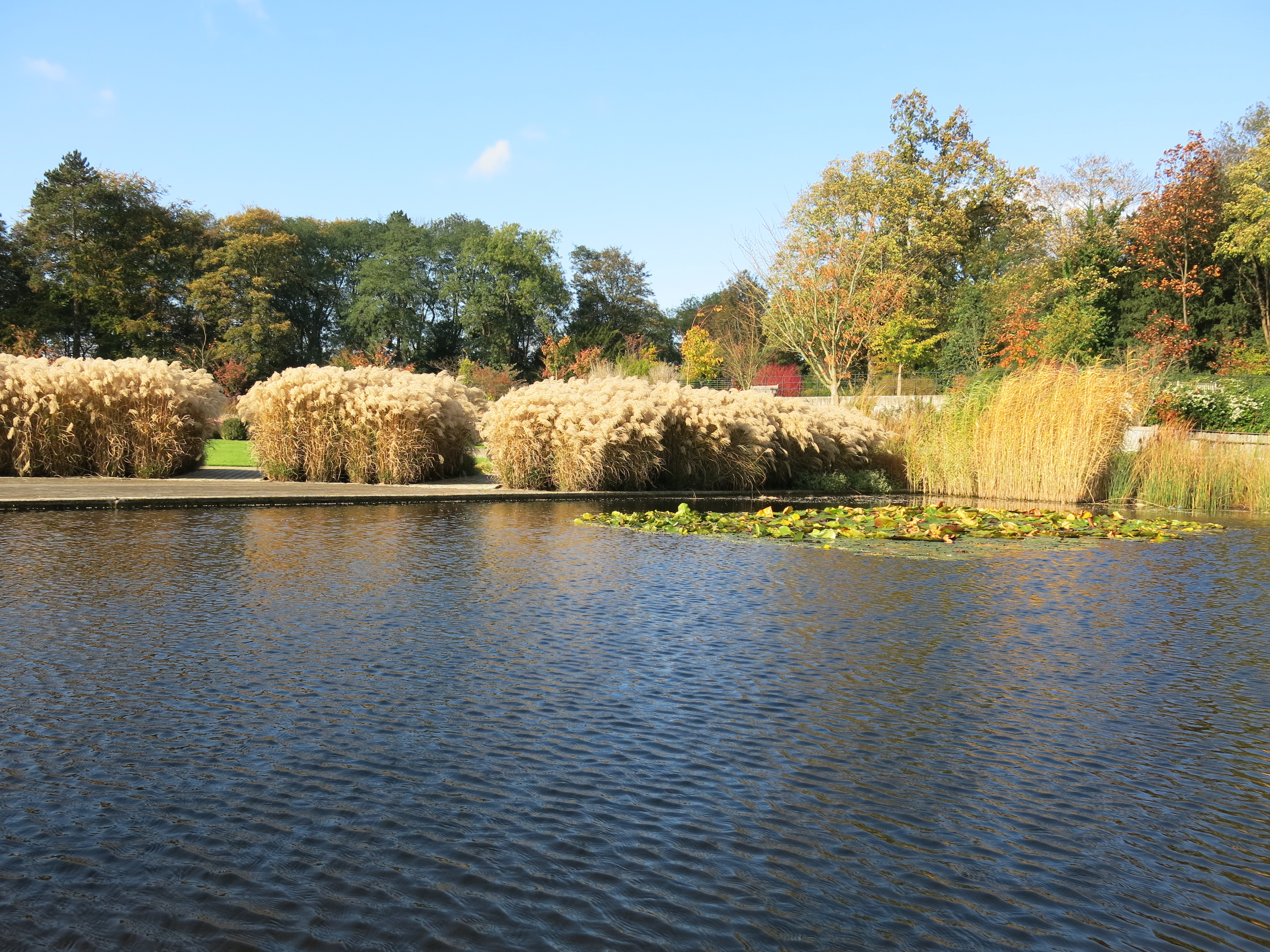
Herfst in de tuinen
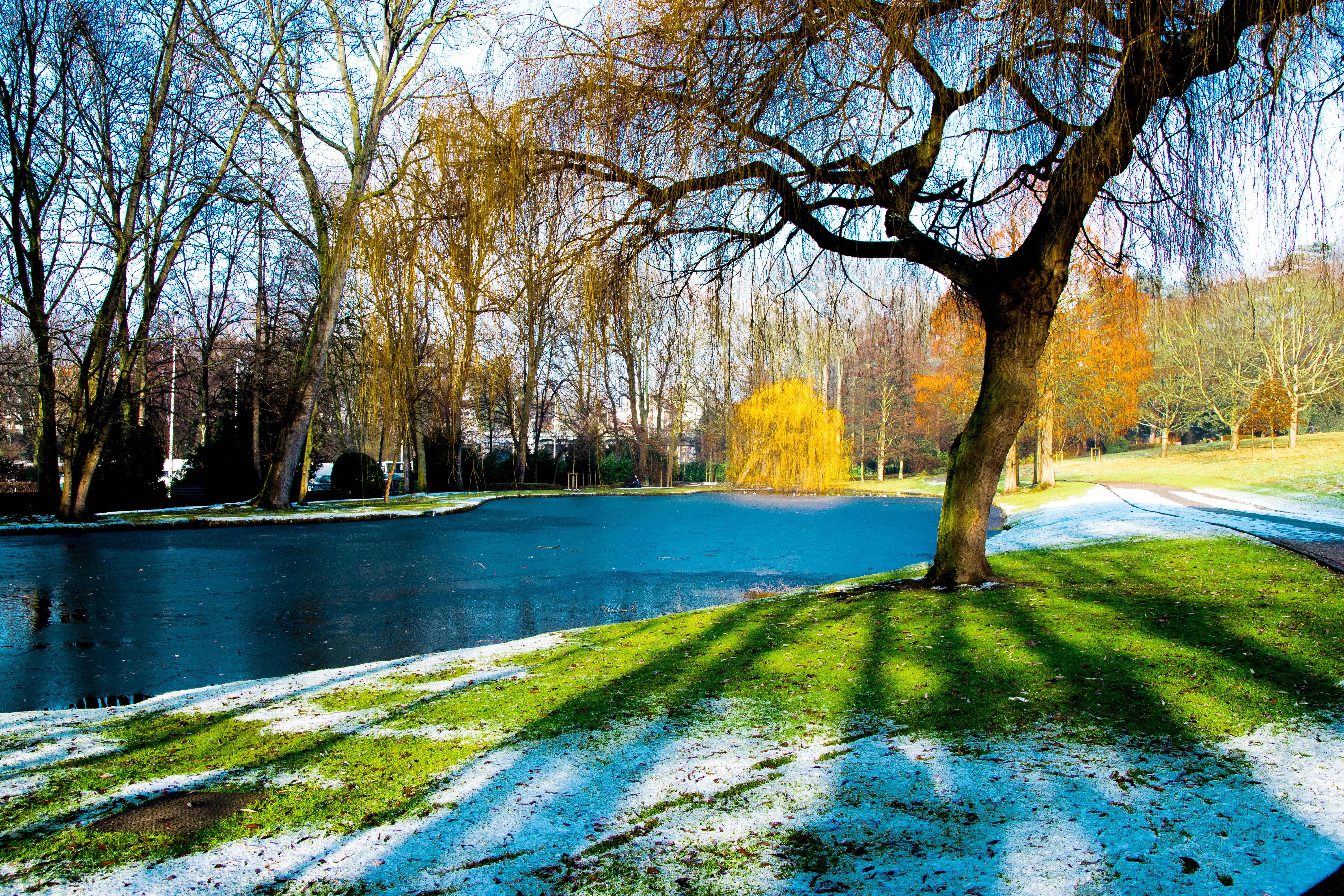
Het Sobieskipark in de winter